# Крістофер Нваезе
Крістофер Нваезе (англ. Christopher Nwaeze; нар. 16 листопада 2002, Кадуна, Нігерія) — нігерійський футболіст, захисник луганської «Зорі».

## Клубна кар'єра

### Початок кар'єри
У січні 2019 року перейшов із молодіжного складу «Кадуни Юнайтед» у клуб «Квара Юнайтед». Дебютував за клуб 17 березня 2019 року у матчі проти клубу «Кацини Юнайтед», вийшовши на поле у стартовому складі. Першим голом відзначився 22 грудня 2019 року у матчі проти «Енугу Рейнджерс». Протягом декількох сезонів залишався одним із ключових гравців клубу. У березні 2022 року перейшов до нігерійського «Аква Юнайтед». У серпні 2022 року підсилив «Плато Юнайтед». У складі нігерійського клубу брав участь у матчах Кубку Конфедерації КАФ та Ліги чемпіонів КАФ. У січні 2024 року футболіст покинув «Плато Юнайтед».

### «Зоря» (Луганськ)
У січні 2024 року прибув на перегляд до «Зорі». Незабаром з'явилася інформація, що футболіст підпише з клубом повноцінний контракт. У лютому 2024 року офіційно став гравцем луганського клубу.

## Кар'єра в збірній
Виступав за молодіжні збірні Нігерії (U-20) та (U-23).

## Титули і досягнення
- Чемпіон Молдови (1):

«Мілсамі»: 2024-25